# The Gorge (film)
The Gorge är en amerikansk romantisk äventyrs- och actionfilm som hade premiär på Apple TV+ den 14 februari 2025. Filmen är regisserad av Scott Derrickson efter ett manus skrivet av Zach Dean.

## Handling
Filmen kretsar kring två elitsoldater som tilldelas ett hemligt uppdrag: att vakta varsin sida av en djup ravin, utan att veta vad som finns nedanför dem.

## Rollista (i urval)
| Miles Teller     | – Levi        |
| Anya Taylor-Joy  | – Drasa       |
| Sigourney Weaver | – Bartholomew |
| Sope Dirisu      | – J.D.        |
| William Houston  | – Erikas      |